# آینو سیبلیوس
آینو سیبلیوس (انگلیسی: Aino Sibelius؛ ۱۰ اوت ۱۸۷۱ – ۸ ژوئن ۱۹۶۹) همسرِ آهنگساز نامدار فنلاند، ژان سیبلیوس بود.
آنها بخش بزرگی از زندگی مشترک ۶۵ ساله‌شان را در منزلی به‌نام «آینولا» در کنارِ دریاچهٔ توسولا واقع در یارونپا گذراندند و حاصل این زندگی، ۶ دختر بود.

## از زبان خودش
او دربارهٔ زندگی مشترکش نوشت:
| « | خوشحال که توانستم در کنارش زندگی کنم. احساس می‌کنم که زندگی و حیاتم بیهوده نبوده‌است. نمی‌گویم که همیشه آسان بود - گاهی باید بر سر امیال و خواسته‌هایت سرپوش بگذاری - اما بسیار خوشحالم. سرنوشتم را متبرک و آنرا هدیه‌ای از بهشت می‌دانم. برای من، موسیقیِ همسرم، همچون کلام خداست - سازنده‌اش نجیب و شریف است، و زندگی در کنار چنین خالقی، عالی و شگرف است. | » |